# Димитрій Ласкаріс Леонтаріс
Димитрій Ласкаріс Леонтаріс (грец. Δημήτριος Λάσκαρις Λεοντάρης; д/н — 1431) — державний і військовий діяч, дипломат Візантійської імперії.

## Життєпис
Походив зі знатного роду. Про молоді роки обмаль відомостей. У 1390-х роках відзначився у війську, діючи у Морейському деспотаті та Фессалії. Став близьким другом і довіреною особою імператора Мануїла II, 1403 року був відповідальним за процедуру передчи Фессалоніки від османів до візантійців. Невдовзі за цим супроводжував імператорського сина Іоанна до Фессалоніки, яке отримав як деспотат. Димитрій залишався у місті та був радником Іоанна до його смерті у 1408 році. За цим Мануїл II призначив його наставником і регентом над новим деспотом — Андроніком. Залишався регентом до кінця 1415 або початку 1416 року. Тут приймав втікачів — Мустафу Челебі і Джунайд-бея з османської династії. Зрештою, було досягнуто домовленості, згідно з якою Мустафа утримуватиметься у вигнанні на візантійському острові Лемнос, а Джунайд-бей у Константинополі в обмін на щорічну субсидію. У цей момент Леонтаріс залишив Фессалоніку і вирушив до Константинополя.
Наприкінці 1420 — на початку 1421 року і потім у травні 1421 року очолив посольство до османського султана Мехмеда I в Константинопольському передмісті Кутулосі. Ласкаріс супроводив султана до Диплокіоніону, де на нього чекали візантійський імператор та його сини. Друга зустріч відбулася у резиденції султана в Адріанаполі у травні 1421 року. Передбачалося, що султан хотів зробити Мануїла II опікуном двох його молодших синів. Димитрій було тепло прийнято, але перемовинам завадила смерть Мехмеда I. Щоб запобігти черговій боротьбі за владу в Османській імперії, смерть султана зберігалася в найсуворішій таємниці протягом деякого часу, тому Димитрій Ласкаріс Леонтаріс опинився під домашнім арештом. З великими труднощами йому вдалося дізнатися про смерть султана османського і повідомити про це в Константинополь.
Невдовзі при візантійському дворі взяла гору військова партія, очолювана сспівімператором Іоанном VIII, за наказом якого Димитрій випустив Мустафу Челебі з його ув'язнення на острові Лемнос. Тому була обіцяна візантійська підтримка у боротьбі проти нового османського султана Мурада II, якщо він поступиться імперії стратегічно важливою фортецею Галліполі. За допомогою Візантії Мустафі вдалося швидко захопити Галліполі та встановити свою владу над європейськими володіннями Османської імперії. Проте, коли Леонтаріс був відправлений до Мустафи, щоб вимагати здачі Галіполі, той відмовив йому в цьому. Навесні 1422 року Мустафа був переможений Мурадом II, схоплений і згодом страчений.
У 1423 році брав активну участь в укладанні мирного договору з Венеційською республікою. У 1426 році отримав наказ вирушити до Морейського деспотату, на який зазіхав епірський деспот Карло I Токко. Леонтаріс очолив флот і 1427 року здобув перемогу над епірським флотом у битві при Ехінадах. Завдяки цьому візантійці захопили Еліду, Еоринф і Мегари. 1428 року після укладання миру з Епіром, Леонтаріс став ченцем під ім'ям Данило. Помер у вересні 1431 року. Він був похований у монастирі Петра у Константинополі.

## Родина
- Іоанн Ласкаріс Леонтаріс